# الحقبة القروسطية الدافئة

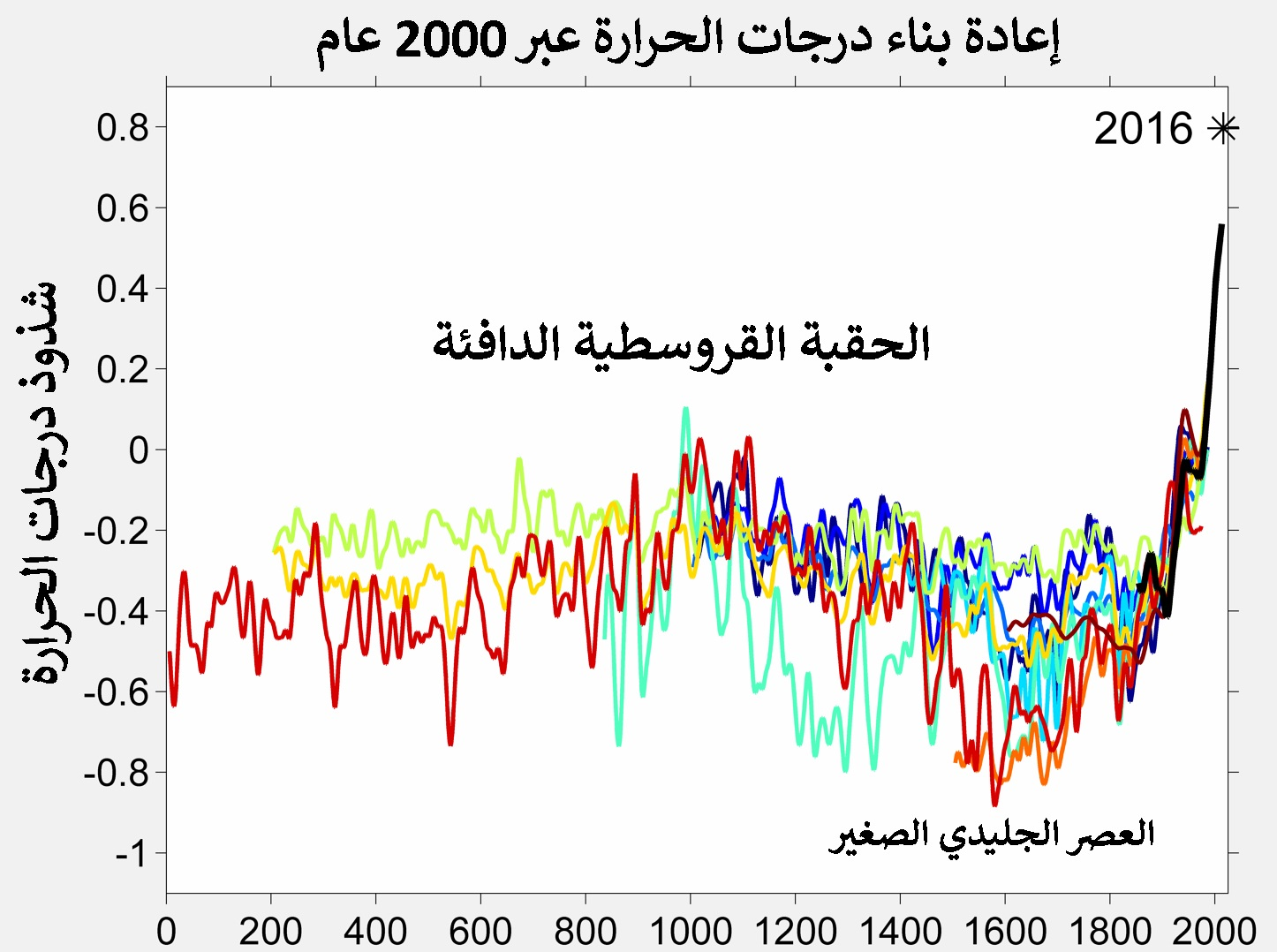
منحني بياني يظهر متوسط درجة حرارة سطح الأرض خلال الألفيتين المنصرمتين بالاعتماد على عدة مصادر.

الحقبة القروسطية الدافئة أو الفترة الأمثل من المناخ القروسطي أو الشذوذ المناخي القروسطي، هي تسميات للمناخ الحار في منطقة شمال الأطلسي والتي قد ترافق أيضاً بأحداث مناخية أخرى في جميع أنحاء العالم خلال تلك الفترة بما في ذلك الصين ونيوزيلندا وغيرها من البلدان واستمرت بين حوالي 950-1250 م. تلتها فترة برودة في شمال المحيط الأطلسي سميت بالعصر الجليدي الصغير.
أعقبت الحقبة القروسطية الدافئة حقبة أكثر برودة في شمال المحيط الأطلسي وأماكن أخرى، سميت العصر الجليدي الصغير. يشير البعض إلى الحدث باسم الشذوذ المناخي القروسطي للتأكيد على أن التأثيرات المناخية بخلاف درجة الحرارة كانت مهمة أيضًا.
يعتقد أن الفترة بين 950 و1100 تقريبًا كانت الفترة الأكثر دفئًا في نصف الكرة الشمالي منذ العصر الروماني الدافئ. لم يشهد النصف الشمالي من الكرة الأرضية درجات حرارة أعلى إلا في القرنين العشرين والحادي والعشرين. تظهر سجلات وكلاء المناخ أن ذروة الدفء حدثت في أوقات مختلفة في مناطق مختلفة، ما يشير إلى أن فترة الحقبة القروسطية الدافئة لم تكن حدثًا موحدًا عالميًا.

## شمال الأطلسي
وجدت دراسة لويد د.كيجوين في عام 1996 لبيانات ملباب مكعب مؤرخ بالكربون المشع من الرواسب البحرية من بحر سارجاسو أن درجة حرارة سطح البحر كانت أبرد بمقدار درجة مئوية واحدة (1.8 درجة فهرنهايت) تقريبًا منذ نحو 400 عام، خلال العصر الجليدي الصغير، ومنذ 1700عام، وكانت أدفأ بمقدار درجة مئوية واحدة تقريبًا منذ 1000 عام، في أثناء الحقبة القروسطية الدافئة.
وجد مان وآخرون (2009) باستخدام عينات الرواسب من بورتوريكو وساحل الخليج وساحل المحيط الأطلسي من فلوريدا حتى نيو إنجلاند أدلة ثابتة على ذروة نشاط الأعاصير المدارية في شمال المحيط الأطلسي في أثناء الحقبة القروسطية الدافئة، والتي أعقبها هدوء لاحق في النشاط.
أعاد باترسون وآخرون بناء سجل نمو الرخويات بدرجة استبانة عقدية منذ العصر الروماني الدافئ حتى العصور الوسطى الدافئة والعصر الجليدي الصغير عن طريق استرجاع  نظائر النوى البحرية وتحليلها وعن طريق فحص أنماط نمو الرخويات من آيسلندا.

## أمريكا الشمالية
وجدت دراسة مان وآخرون 2009 أن الدفء تجاوز مستويات 1961-1990 في جنوب غرينلاند وأجزاء من أمريكا الشمالية خلال الشذوذ المناخي القروسطي، والذي حددت الدراسة مدته منذ 950 حتى 1250، مع ارتفاع درجات الحرارة في بعض المناطق عن درجات الحرارة في الفترة 1990-2010. أظهر جزء كبير من نصف الكرة الشمالي تبريدًا كبيرًا خلال العصر الجليدي الصغير، والذي حددت الدراسة متدته منذ 1400 حتى 1700، لكن بدت لابرادور والأجزاء المعزولة من الولايات المتحدة دافئة كما كانت خلال الفترة 1961-1990 تقريبًا.
ارتبط استعمار الشماليون للأمريكتين بالفترات الأدفأ. ووفقًا للنظرية الشائعة، استغل الشماليون البحار الخالية من الجليد لاستعمار مناطق في غرينلاند وغيرها من الأراضي البعيدة في أقصى الشمال. ولكن، تشير دراسة في جامعة كولومبيا إلى أن غرينلاند لم تستعمر في طقس أدفأ، ولم يستمر تأثير الاحترار في الواقع إلا لفترة وجيزة جدًا. في عام 1000 بعد الميلاد تقريبًا، كان المناخ دافئًا لدرجة كافية سمحت للفايكنغ بالسفر إلى نيوفندلاند وإنشاء بؤرة استيطانية قصيرة الأجل هناك.
أسس الفايكنج المستوطنة الشرقية والمستوطنة الغربية في عام 985 تقريبًا، وقعت كلاهما بالقرب من الطرف الجنوبي لغرينلاند. في المراحل الأولى للمستعمرة، احتفظوا بالماشية والأغنام والماعز، مع نحو ربع نظامهم الغذائي من المأكولات البحرية. ثم تحول نظامهم الغذائي تدريجيًا نحو مصادر المحيط، بعد أن أصبح المناخ أكثر برودة وعواصف في عام 1250 تقريبًا. بحلول عام 1300 تقريبًا، وفر صيد الفقمة أكثر من ثلاثة أرباع طعامهم.
بحلول عام 1350، انخفض الطلب على صادراتهم، وتراجعت التجارة مع أوروبا. يعود تاريخ آخر وثيقة من المستوطنات إلى عام 1412، وعلى مدى العقود التالية، غادر الأوروبيون الباقون وفق انسحاب تدريجي كما يبدو، الذي نتج أساسًا عن عوامل اقتصادية مثل زيادة توافر المزارع في الدول الاسكندنافية.
وجد الباحثون في خليج تشيزبيك (ماريلاند وفيرجينيا الآن، الولايات المتحدة)، انحرافات كبيرة في درجات الحرارة (تغيرات عن متوسط درجة الحرارة آنذاك) خلال الحقبة القروسطية الدافئة (نحو 950-1250) والعصر الجليدي الصغير (نحو 1400-1700)، مع استمرار فترات البرد حتى أوائل القرن العشرين)، والتي يحتمل أن تكون مرتبطة بالتغيرات في قوة الدورة الحرارية الملحية في شمال المحيط الأطلسي. تظهر الرواسب في مستنقع بيرمونت في وادي هدسون السفلي حقبة قروسطية دافئة جافة منذ 800 حتى 1300.
أثرت فترات الجفاف المطولة على أجزاء كثيرة من غرب الولايات المتحدة وخاصةً شرق كاليفورنيا وغرب الحوض العظيم. شهدت ألاسكا ثلاث فترات دافئة مماثلة: 1-300، 850-1200، ومنذ عام 1800. ساعدت المعرفة بالحقبة القروسطية الدافئة في أمريكا الشمالية في تأريخ فترات سكن بعض مواطن الأمريكيين الأصليين، خاصةً في المناطق القاحلة من غرب الولايات المتحدة. يحتمل أن يكون الجفاف في الحقبة القروسطية الدافئة قد أثر على المستوطنات الأمريكية الأصلية أيضًا في شرق الولايات المتحدة، مثل كاهوكيا. تُظهر مراجعة الأبحاث الأثرية الحديثة أنه مع اتساع نطاق البحث عن علامات التغيرات الثقافية غير العادية، وُجد أن بعض الأنماط المبكرة (مثل العنف والمشكلات الصحية)كانت أكثر تعقيدًا وتنوعًا إقليميًا مما كان يُعتقد سابقًا. أكدت أيضًا أنماط أخرى، مثل اضطراب المستوطنات، وتدهور التجارة البعيدة وتحركات السكان.